# Marienkirche (Aachen)

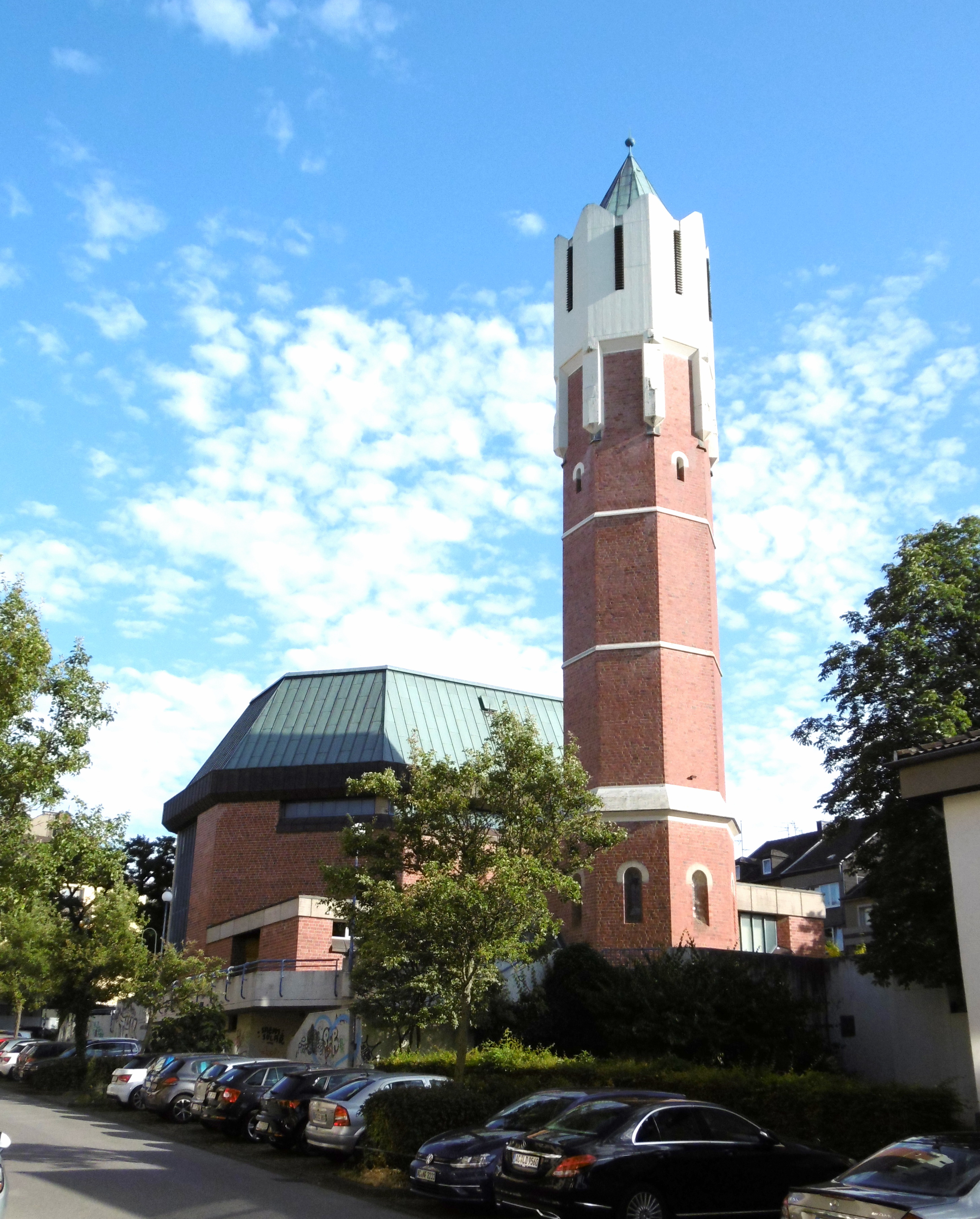
Marienkirche in Aachen

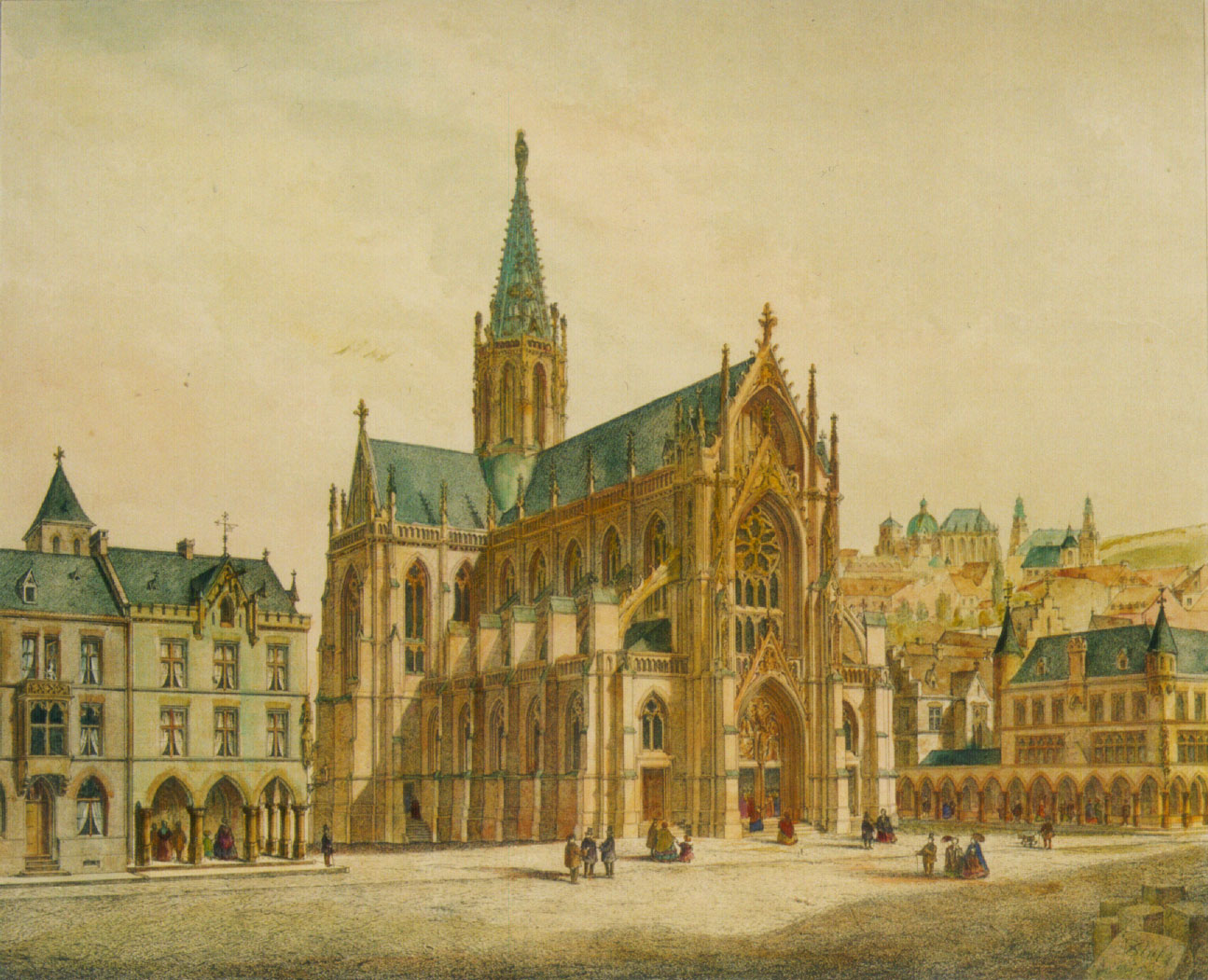
Alte Marienkirche, Entwurfszeichnung von Vincenz Statz

Die Marienkirche ist eine römisch-katholische Filialkirche im Süden der Aachener Innenstadt in direkter Nähe zum Hauptbahnhof. Die Kirche gehört seit 2010 zur Großpfarre Franziska von Aachen.

## Geschichte

### Erste Kirche
Die erste Marienkirche wurde von 1858 bis 1863 nach Plänen des Kölner Architekten Vincenz Statz im Stil der Neugotik in Nord-Süd-Ausrichtung erbaut. Grund für den Bau der Kirche war die Verkündigung des Dogmas von der Unbefleckten Empfängnis Mariens am 8. Dezember 1854 durch Papst Pius IX. Die Gesellschaft Constantia ergriff dabei die Initiative zum Bau einer Votivkirche mit dem Patrozinium der Unbefleckten Empfängnis. Daraufhin stellte die Stadt Aachen ein Baugrundstück zur Verfügung. Am 22. Mai 1859 wurde der Grundstein gelegt und am 15. August 1863 konnte der erste Gottesdienst in der neuen Kirche gefeiert werden. Die Konsekration erfolgte erst viel später, nämlich am 19. Juni 1886. In dieser Zeit stiftete auch Papst Pius IX. eine große, vergoldete Marienstatue, die im offenen Turmhelm des Glockenturms platziert wurde.
Bis 1898 gehörte die Votivkirche zur Innenstadtpfarre St. Adalbert, jedoch wurde in diesem Jahr aus einem Teil des Pfarrgebiets von St. Adalbert und einem Teil des Pfarrgebiets der Pfarre St. Michael in Burtscheid die Marienpfarre gegründet und die Marienkirche zur Pfarrkirche erhoben.
Im Zweiten Weltkrieg wurde das Bauwerk stark beschädigt und nach dem Krieg nur notdürftig instand gesetzt. Anschließend erfolgte eine lange Diskussion, ob die Marienkirche restauriert oder abgerissen werden sollte. Letztlich entschied man sich für den vollständigen Abriss der neugotischen Kirche, der im Jahr 1978 vollzogen wurde. Als Notkirche diente für die Gemeinde bis zur Fertigstellung der neuen Marienkirche die Klosterkapelle des benachbarten Klosters der Christenserinnen an der Aureliusstraße.
Bei der alten Marienkirche handelte es sich um eine dreischiffige basilikale Kreuzkirche im neugotischen Stil. Das Langhaus war fünfjochig, das Querschiff besaß ebenfalls fünf Joche. Über der Vierung erhob sich ein achteckiger Vierungsturm. An den Ecken des Turms waren acht Figuren mit Darstellungen der Aachener Pfarrpatrone angebracht. Diese Figuren sind erhalten, befinden sich jedoch zurzeit im Keller der neuen Kirche. An die Vierung schloss sich der zweijochige Chor an, der mit einem siebenseitigen Chorschluss versehen war. Die Fenster besaßen alle zwei- bis vierbahniges Maßwerk. Das Äußere war sehr reich gegliedert. Das gesamte Bauwerk bestand aus Backstein-Mauerwerk.

### Heutige Kirche
Nachdem 1978 die alte Marienkirche abgerissen worden war, wurde zwischen 1979 und 1981 an gleicher Stelle das heutige Gotteshaus nach Plänen des Krefelder Architekten Karl Otto Lüfkens erbaut. Die Kirche wurde aus Backstein-Mauerwerk auf einem oktogonalen Grundriss erbaut. Der vorgesetzte Glockenturm ist ebenfalls achteckig, hierbei handelt es sich um ein Zitat des alten Vierungsturms. Der Grundstein wurde am 3. Mai 1980 durch den ehemaligen Aachener Bischof Johannes Pohlschneider gelegt, die Konsekration fand am 6. Dezember 1981 durch den Aachener Bischof Klaus Hemmerle statt. Im Untergeschoss des Glockenturms befindet sich eine Sakramentskapelle. Zwischen Turm und dem eigentlichen Hauptraum der Kirche wurde eine Tageskapelle untergebracht.
Zum 1. Januar 2010 wurde die Marienpfarre aufgelöst und mit sechs weiteren aufgelösten Pfarren zur neuen Großpfarre Franziska von Aachen fusioniert. Dadurch verlor die Kirche den Rang einer Pfarrkirche und wurde zur Filialkirche herabgestuft.

## Ausstattung
In der Marienkirche befinden sich noch einige Ausstattungsstücke aus der Vorgängerkirche. Dazu zählen eine Pietà in der Sakramentskapelle, die Abdeckung des alten Grundsteines mit einer reliefartigen Darstellung der Gottesmutter Maria, der achteckige Taufstein, die Kreuzwegstationen des Künstlers Johannes Lange aus der zweiten Hälfte des 19. Jahrhunderts und eine Kreuzigungsgruppe hinter dem Altar.
Der Volksaltar ist ein Werk von Karl Otto Lüfkens aus weißem Marmor. Die Orgel ist ein Werk der Orgelbauanstalt Georg Stahlhuth & Co m.b.H aus Aachen. Weiterhin befinden sich in der Sakramentskapelle fünf Buntglasfenster des Alsdorfer Glasmalers Ludwig Schaffrath aus dem Jahr 1985.